# Hydranencefalie
Hydranencefalie, ook wel hydro-anencefalie, is een aangeboren aandoening waarbij de cerebrale hemisferen van de hersenen in meer of mindere mate ontbreken. De schedelholte waar de hersenen zich normaal gesproken zouden bevinden is gevuld met hersenvocht.
Hoe hydranencefalie precies ontstaat, is in veel gevallen onbekend. De meest waarschijnlijke oorzaak is een insult bij de foetus na het eerste trimester van de zwangerschap. Ook infecties kunnen in extreme gevallen leiden tot het ontbreken van de grote hersenen.
Hydranencefalie is zeer zeldzaam: de aandoening komt bij minder dan 1 op de 10.000 geboortes wereldwijd voor. De prognose voor baby's met hydranencefalie is over het algemeen zeer slecht. De meesten overlijden binnen het eerste levensjaar.

## Klinisch beeld
Meestal zijn het cerebellum en de hersenstam normaal ontwikkeld, hoewel in sommige gevallen ook het cerebellum kan ontbreken. Een pasgeboren baby met hydranencefalie ziet er op het eerste gezicht normaal uit, hoewel de schedel soms vervormd is dankzij de intracraniële druk. De grootte van het hoofd van de baby en de spontane reflexen, zoals zuigen, slikken, huilen en het bewegen van de armen en benen kunnen gezond lijken, afhankelijk van de ernst van de aandoening. Na een aantal weken kan de baby echter prikkelbaar zijn en verhoogde spierspanning tonen (hypertonie). Na enkele maanden kunnen insulten optreden en kan de baby een hydrocefalus krijgen, als dit niet al aanwezig was bij de geboorte. Daarnaast kunnen zich verschillende andere symptomen voordoen, zoals visuele beperking, stagnatie van de groei, doofheid, blindheid, verlamming en intellectuele gebreken.
Sommige baby's kunnen vanaf de geboorte ook andere afwijkingen tonen, waaronder insulten, myoclonus (onwillekeurige, plotselinge schokken), beperkte temperatuurregulatie en ademhalingsproblemen. Weer andere baby's laten geen duidelijke symptomen zien en leven maanden zonder (juist) gediagnosticeerd te worden.